# International Darts League
International Darts League – turniej darta rozgrywany w latach 2003–2007 w Nijmegen przez federację British Darts Organisation. Turniej zdominował Raymond van Barneveld, który wygrał trzy z pięciu edycji zawodów. Ostatnim zwycięzcą został Gary Anderson. Finał z 2007 roku przeszedł do historii jako mecz, w którym zaliczono dwa dziewięciorzutkowe zejścia. Turniej nie został zorganizowany w 2008 roku, co było spowodowane odejściem Barnevelda do federacji PDC.

## Sponsorzy
- 2003–2005 – Tempus
- 2006–2007 – Topic

## Finały
| Rok  | Zwycięzca (średnia punktów w finale) | Wynik | 2. miejsce (średnia punktów w finale) |
| ---- | ------------------------------------ | ----- | ------------------------------------- |
| 2003 | Raymond van Barneveld (97,77)        | 8-5   | Mervyn King (97,50)                   |
| 2004 | Raymond van Barneveld (101,64)       | 13-5  | Tony David (95,04)                    |
| 2005 | Mervyn King (91,89)                  | 13-11 | Tony O’Shea (91,74)                   |
| 2006 | Raymond van Barneveld (99,54)        | 13-5  | Colin Lloyd (95,25)                   |
| 2007 | Gary Anderson (95,85)                | 13-9  | Mark Webster (94,54)                  |